# Andrei Samochin
Andrei Jurjewitsch Samochin (russisch Андрей Юрьевич Самохин; * 20. Januar 1985 in Qaraghandy) ist ein kasachischer Ringer in der Klasse bis 84 kg.
2008 konnte sich Andrei Samochin für die Olympischen Spiele qualifizieren. In Runde zwei verlor er 1:5 gegen den Russen Alexei Mischin.